# 科瓦利夫卡 (斯瓦托韋區)
49°19′56″N 38°0′28″E / 49.33222°N 38.00778°E
科瓦利夫卡（烏克蘭語：Ковалівка），是位於烏克蘭東部的村莊，由盧甘斯克州斯瓦托韋區的科洛梅奇哈市鎮負責管轄，始建於1856年，面積26.7平方公里，海拔高度90米，2001年人口434。